# Người Kiến và Chiến binh Ong: Thế giới Lượng tử
Người Kiến và Chiến binh Ong: Thế giới Lượng tử (tựa gốc tiếng Anh: Ant-Man and the Wasp: Quantumania) là bộ phim siêu anh hùng của Mỹ công chiếu năm 2023 dựa trên các nhân vật Marvel Comics là Scott Lang / Người Kiến và Hope Pym / Chiến binh Ong. Được sản xuất bởi Marvel Studios và phân phối bởi Walt Disney Studios Motion Pictures, đây là phần tiếp theo của Người Kiến (2015) và Người Kiến và Chiến binh Ong (2018) đồng thời là phần phim thứ 31 mở đầu cho Giai đoạn 5 của Vũ trụ Điện ảnh Marvel. Bộ phim được đạo diễn bởi Peyton Reed với kịch bản của Jeff Loveness và có sự tham gia của Paul Rudd trong vai Scott Lang, Evangeline Lilly trong vai Hope van Dyne, cùng với Michael Douglas, Michelle Pfeiffer, Kathryn Newton và Jonathan Majors. Trong phim, Lang và Van Dyne được đưa đến Thế giới Lượng tử cùng với gia đình của họ và đối mặt với Kang the Conqueror - Kẻ chinh phạt bí ẩn.
Kế hoạch cho bộ phim Người Kiến thứ ba đã được xác nhận vào tháng 11 năm 2019, với sự trở lại của Peyton Reed và Paul Rudd. Jeff Loveness được thuê vào tháng 4 năm 2020, với sự phát triển của bộ phim bắt đầu trong đại dịch COVID-19. Tên phim và dàn diễn viên mới đã được công bố vào tháng 12 năm 2020. Quá trình quay phim ở Thổ Nhĩ Kỳ bắt đầu vào đầu tháng 2 năm 2021, trong khi quá trình quay phim bổ sung diễn ra ở San Francisco vào giữa tháng 6, trước khi quay phim chính bắt đầu vào cuối tháng 7 tại Pinewood Studios ở Buckinghamshire và kết thúc vào tháng 11.
Người Kiến và Chiến binh Ong: Thế giới Lượng tử được công chiếu lần đầu tại Los Angeles vào ngày 6 tháng 2 năm 2023 và được phát hành tại Hoa Kỳ và Việt Nam vào 17 tháng 2 năm 2023, là bộ phim đầu tiên của Giai đoạn Năm thuộc MCU. Sau khi ra mắt, bộ phim nhận về những lời nhận xét trái chiều từ giới chuyên môn.

## Nội dung
Scott Lang đã trở thành một tác giả thành công và sống hạnh phúc với bạn gái Hope van Dyne. Con gái của Lang, Cassie, đã trở thành một nhà hoạt động khiến cô bị bắt và Lang phải bảo lãnh cho cô. Khi đến thăm cha mẹ của Hope, Hank Pym và Janet van Dyne, Cassie tiết lộ rằng cô ấy đang làm việc trên một thiết bị có thể liên lạc với Thế giới Lượng tử. Khi biết được điều này, Janet hoảng sợ và cố gắng tắt thiết bị, nhưng tin nhắn đã được nhận, dẫn đến một cánh cổng mở ra và kéo năm người họ vào Thế giới Lượng tử. Cha con Lang được tìm thấy bởi những người bản xứ đang nổi dậy chống lại kẻ thống trị của họ, trong khi Hope, Janet và Hank phải đi qua một thành phố rộng lớn để tìm câu trả lời.
Hope, Janet và Hank gặp Thủ lĩnh Kryler, một đồng minh cũ của Janet, người tiết lộ rằng mọi thứ đã thay đổi kể từ khi cô rời đi và ông ta hiện đang làm việc cho Kang the Conqueror - Kẻ chinh phạt, một biến thể của He Who Remains - Người còn sót lại. Cả ba buộc phải chạy trốn và đánh cắp con tàu của ông ta. Cha con Lang được Jentorra, thủ lĩnh của phiến quân cho biết rằng Janet, người trước đây đã đến Thế giới Lượng tử, chịu trách nhiệm gián tiếp cho cuộc nổi dậy của Kang, đã giúp hắn xây dựng lại Lõi năng lượng đa vũ trụ của hắn sau khi hắn bị "lưu đày" trước khi mở rộng nó ra ngoài khả năng sử dụng, dẫn đến Kang tiếp quản Thế giới Lượng tử. Quân nổi dậy nhanh chóng bị tấn công bởi lực lượng của Kang, kẻ đã cử tay sai người máy của mình do MODOK lãnh đạo, người được tiết lộ là Darren Cross, đã sống sót sau cái chết rõ ràng dưới tay của Lang.
Cha con nhà Lang được đưa đến gặp Kang, người yêu cầu Lang giúp lấy lại lõi sức mạnh của mình, nếu không hắn ta sẽ giết Cassie. Lang được đưa đến địa điểm và thu nhỏ lại, gần như mất trí trong quá trình này, nhưng sự xuất hiện kịp thời của Hope đã giúp cả hai có được lõi sức mạnh. Tuy nhiên, Kang từ chối thỏa thuận, bắt Janet và phá hủy con tàu của cô cùng với Hank trên đó. Hank được giải cứu bởi những chú kiến của mình, chúng cũng bị kéo vào Thế giới Lượng tử, tiến hóa nhanh chóng và trở nên siêu thông minh. Ông giúp Lang và Hope khi họ tìm đường đến Kang. Cassie, vẫn bị cầm tù, giải cứu Jentorra, và họ bắt đầu cuộc nổi dậy chống lại Kang và quân đội của hắn. Trong cuộc chiến, Cassie cố gắng khẩn cầu phán quyết tốt hơn của Cross và anh đã giúp chống lại Kang, bằng cái giá phải trả là mạng sống của mình.
Janet sửa lõi sức mạnh khi cô, Hank, Hope và Cassie nhảy qua, nhưng Kang tấn công Lang, suýt khiến anh phải khuất phục. Hope trở lại khi cô và Lang phá hủy lõi sức mạnh và đánh Kang vào đó, khiến hắn bị kéo vào quên lãng. Cassie mở lại cánh cổng cho Lang và Hope trở về nhà. Khi Lang vui vẻ tiếp tục cuộc sống của mình, anh bắt đầu suy nghĩ lại về những gì Kang đã nói với anh ấy về cái chết của Kang là khởi đầu của một điều gì đó khủng khiếp xảy ra, nhưng anh thờ ơ gạt nó sang một bên.
Trong khi đó, nhiều biến thể của Kang cảm thương trước cái chết của một kẻ trong số chúng và lên kế hoạch cho cuộc nổi dậy đa vũ trụ của chúng. Trong một cảnh post-credit, Loki và Mobius M. Mobius phát hiện ra một biến thể khác của Kang tên là Victor Timely vào những năm 1920.

## Diễn viên
- Paul Rudd trong vai Scott Lang / Người Kiến: Một Avenger và cựu tội phạm nhỏ với bộ đồ cho phép anh thu nhỏ hoặc phóng to kích thước cơ thể trong khi tăng sức mạnh.[5] Sau các sự kiện của Avengers: Hồi kết (2019), Lang đã trở thành một nhân vật nổi tiếng đối với công chúng, đồng thời là tác giả của cuốn sách tự truyện có tựa đề Look Out for the Little Guy, kể về một phiên bản khác về cách anh ấy đã giúp cứu vũ trụ khỏi Thanos trong Hồi kết.
- Evangeline Lilly trong vai Hope van Dyne / Chiến binh Ong: Con gái của Hank Pym và Janet van Dyne, cô được mẹ mình truyền lại một bộ đồ tương tự như Người Kiến và danh hiệu Chiến binh Ong.[6] Lilly cho biết bộ phim sẽ khám phá cách nhân vật đối phó với "sự yếu đuối và dễ bị tổn thương" của cô ấy, tiếp tục từ cách Người Kiến và Chiến binh Ong (2018) cho thấy cô ấy mạnh mẽ và có khả năng như thế nào.
- Jonathan Majors trong vai Kang the Conqueror - Kẻ chinh phạt:
Một "kẻ thù du hành xuyên thời gian, đa vũ trụ" bị mắc kẹt trong Thế giới Lượng tử, người cần Hạt Pym để đưa con tàu của mình và một thiết bị trực tuyến cho phép hắn đi bất cứ đâu và vào đúng thời điểm. Kang là một biến thể dòng thời gian thay thế của nhân vật He Who Remains, người tạo ra Cơ quan quản lý phương sai thời gian (TVA) được giới thiệu trong mùa đầu tiên của Loki (2021). Kang được biên kịch chính của Loki Michael Waldron mô tả là "nhân vật phản diện xuyên phim lớn tiếp theo" cho MCU, trong khi biên kịch Jeff Loveness của Quantumania mô tả Kang là "nhân vật phản diện hạng A của Avengers". Các chuyên gia cho biết Kang the Conqueror khác với He Who Remains, người không xuất hiện trong Quantumania, với tâm lý thay đổi, miêu tả Kang khác với He Who Remains do các nhân vật khác nhau xung quanh anh ấy và chuyển từ truyện tranh sang phim. Anh bị thu hút bởi "tính cách và kích thước" của Kang cũng như tiềm năng mà anh ấy có với tư cách là một diễn viên, lưu ý rằng Kang sẽ là một loại nhân vật phản diện khác đối với MCU so với Erik Killmonger và Thanos,cũng như khả năng đóng vai một nhân vật phản diện phức tạp mà mọi người phải cẩn thận, giống với Iago trong bi kịch Othello của William Shakespeare. Loveness muốn tập trung vào Kang với tư cách là một con người bằng cách khám phá con người và tính dễ bị tổn thương của anh ấy với tư cách là một nhân vật "rất cô đơn" trước khi anh ấy đạt đến "tầm cao tận thế, quy mô của Avengers". Anh ấy đối chiếu điều này với Thanos bằng cách không tạo ra anh ta hoàn toàn từ hình ảnh do máy tính tạo ra và nói rằng Kang sẽ là "Thanos ở cấp số nhân". Anh ấy cũng nói rằng vì khái niệm du hành thời gian đã được khám phá trong Endgame, anh ấy phải mở rộng cách tiếp cận của mình với Kang để tập trung nhiều hơn vào đa vũ trụ, chiều không gian và "sự tự do vô hạn" của anh ấy từ thời của anh ấy, cũng như cách các phiên bản khác nhau của nhân vật sẽ phá hủy nó và biến nó thành của riêng họ. Loveness đã nghiên cứu các phiên bản khác nhau của Kang từ truyện tranh như Rama-Tut và Scarlet Centurion và mô tả anh ta như một "con rắn vô tận ăn những chiếc đuôi vô hạn" là "một người đàn ông thực sự gây chiến với chính mình". Đạo diễn Peyton Reed ví nhân vật này với Alexander Đại đế như một điểm quy chiếu cho Majors, người cũng tìm thấy nguồn cảm hứng trong Thành Cát Tư Hãn và Julius Caesar. Majors nói rằng Kang sẽ là "siêu ác nhân của những siêu ác nhân" và có vẻ tương phản với Tony Stark / Iron Man, người mà anh ấy gọi là "siêu anh hùng của các siêu anh hùng". Các chuyên gia đã tăng thêm 10 pound (4,5 kg) cơ bắp cho vai diễn, tập trung vào việc rèn luyện sức mạnh và điều hòa. Reed cho biết Quantumania sẽ thể hiện một "hương vị khác" trong cách tiếp cận của Majors đối với các phiên bản thay thế của Kang và giải thích rằng Kang "có quyền thống trị theo thời gian", gọi anh ta là một chiến binh, chiến lược gia và "nhân vật phản diện mọi thời đại" so với các nhân vật phản diện của các phim Người Kiến trước đây như một "thế lực tự nhiên", bổ sung thêm "sự đa dạng về âm điệu, xung đột thực sự và xung đột thực sự". Với công việc của mình theo thời gian, Kang không sống một cuộc sống tuyến tính.
  - Majors cũng đóng vai nhiều biến thể Kang bao gồm Immortus, Rama-Tut, Scarlet Centurion, và Victor Timely.
- Kathryn Newton trong vai Cassie Lang: Cô con gái 18 tuổi của Scott Lang, người mua một bộ đồ giống của cha cô. Cô ấy có khuynh hướng khoa học và quan tâm đến các ghi chú cũ của Pym cũng như tìm hiểu thêm về khoa học và công nghệ từ Thế giới Lượng tử. Reed nói rằng anh ấy muốn phát triển hơn nữa mối quan hệ giữa Cassie và Scott, vì nó là trung tâm của các phần phim Người Kiến trước đây. Nhân vật này trước đây được miêu tả là một đứa trẻ bởi Abby Ryder Fortson trong các phần phim Người Kiến trước đó và là một thiếu niên của Emma Fuhrmann trong Hồi kết.
- David Dastmalchian trong vai Veb: Một sinh vật giống chất nhờn sống trong Thế giới Lượng tử. Dastmalchian trước đây đã đóng vai Kurt trong hai phần phim Ant-Man đầu tiên.
- Katy O'Brian trong vai Jentorra: Một chiến binh tự do đang cố gắng giải quyết những bất công mà các cộng đồng trong Vương quốc Lượng tử phải đối mặt.
- William Jackson Harper trong vai Quaz: Một nhà ngoại cảm sống trong Vương quốc lượng tử.
- Bill Murray trong vai Lord Krylar: Thống đốc của cộng đồng Axia xa hoa trong Vương quốc lượng tử, người có lịch sử với Janet van Dyne trong Vương quốc lượng tử. Reed tin rằng nhân vật của Murray đại diện cho quá khứ của một người "luôn tìm [ing] cách để xuất hiện trở lại" và chủ đề của bộ phim về những bí mật giữa các thành viên trong gia đình và cách họ bị ảnh hưởng bởi chúng.
- Michelle Pfeiffer trong vai Janet van Dyne: Vợ của Pym, mẹ của Hope, và Wasp ban đầu, người đã bị lạc trong Thế giới Lượng tử trong 30 năm.
- Corey Stoll trong vai Darren Cross / MODOK: Học trò cũ của Pym, người đã bị thu nhỏ xuống kích thước hạ nguyên tử trong Thế giới Lượng tử và trở thành một cá thể đột biến, được tăng cường điều khiển học với cái đầu quá khổ được gọi là MODOK. Loveness mô tả nhân vật này là sự giao thoa giữa Otto West của Kevin Kline từ A Fish Called Wanda (1988) và Frank Grimes từ tập phim "Homer's Enemy" của mùa thứ tám The Simpsons (1997). Loveness cảm thấy MODOK là nhân vật yêu thích của anh ấy trong phim vì họ đã "thêm một chút" vào anh ấy, và nói rằng cái tôi của MODOK sẽ bị sụp đổ trong suốt bộ phim bất cứ khi nào anh ấy bị thách thức, nhưng giống như Otto West, dễ dàng giết chết một "pháo rời thực sự".
- Michael Douglas trong vai Hank Pym: Một cựu đặc vụ S.H.I.E.L.D., nhà côn trùng học và nhà vật lý đã trở thành Ant-Man đầu tiên sau khi tạo ra bộ đồ.

Ngoài ra, Randall Park sẽ nhanh chóng đảm nhận vai đặc vụ FBI Jimmy Woo từ phương tiện truyền thông MCU trước đó, cùng với Gregg Turkington trong vai quản lý cửa hàng Baskin-Robbins Dale từ Ant-Man (2015). Ruben Rabasa xuất hiện trong vai nhân viên phục vụ quán cà phê. Tom Hiddleston và Owen Wilson lần lượt xuất hiện với vai khách mời không được công nhận là Loki và Mobius M. Mobius trong cảnh hậu kỳ của phim.

## Sản xuất

### Phát triển
Trước khi phát hành Người Kiến và Chiến binh Ong (2018), đạo diễn Peyton Reed cho biết rằng có những tình tiết của bộ phim để lại "rất nhiều điều để khám phá" trong một bộ phim thứ ba tiềm năng của thương hiệu phim Người Kiến. Anh ấy đã làm nổi bật lĩnh vực lượng tử, đã được giới thiệu trong Người Kiến (2015) và khám phá sâu hơn trong Người Kiến và Chiến binh Ong; Peyton nói rằng họ "chỉ nhúng ngón chân của chúng tôi vào đó" về các bộ phim trước. Peyton nói thêm rằng anh ấy và Marvel Studios đã hy vọng về phần phim thứ ba và đã thảo luận về những điểm tiềm năng của câu chuyện cho phần tiếp theo như vậy.
Vào tháng 2 năm 2019, nam diễn viên Michael Douglas, thủ vai Hank Pym, đã xác nhận rằng các cuộc thảo luận không chính thức liên quan đến phần tiếp theo của Người Kiến và Chiến binh Ong đã diễn ra, mặc dù vào thời điểm đó Evangeline Lilly vẫn chưa biết về bất kỳ kế hoạch nào cho nhân vật Hope van Dyne / Chiến binh Ong của cô sau vai diễn của cô trong Avengers: Hồi kết (2019). Lilly nói rằng "Hy vọng khi đang ở giữa cuộc hành trình. Tôi không thấy cuộc hành trình của cô ấy sẽ kết thúc bởi bất kỳ đoạn nào." Tháng 10 năm đó, Michelle Pfeiffer bày tỏ sự quan tâm đến việc trở lại vai Janet van Dyne trong phần tiếp theo, trong khi Chủ tịch Marvel Studios - Kevin Feige được hỏi về tương lai của Scott Lang / Người kiến của Paul Rudd trong Vũ trụ Điện ảnh Marvel (MCU) sau Avengers: Hồi kết và trả lời rằng "các quân cờ được sắp xếp rất có chủ đích" ở cuối phim, với một số đã bị "tắt bảng" và những người khác, như Ant-Man, "vẫn ở trên [bảng, vì vậy] bạn không bao giờ biết". Paul được hỏi liệu anh có trở lại với vai diễn này hay không, trong phần phim Người Kiến thứ ba hay là một phần trong thương hiệu MCU của một anh hùng khác, và nói rằng cả hai lựa chọn đó đã được thảo luận.
Peyton chính thức ký hợp đồng đạo diễn bộ phim Người Kiến thứ ba vào đầu tháng 11 năm 2019. Paul được chọn đóng vai Lang, cùng với Evangeline và Michael cũng trở lại. Phim dự kiến bắt đầu vào tháng 1 năm 2021 và có khả năng là phát hành vào năm 2022. Peyton được thuê một lần nữa, bất chấp sự quan tâm của Marvel đối với các nhà làm phim mới mang đến những cảnh quay khác nhau cho các anh hùng của họ trong mỗi bộ phim, bởi vì các giám đốc điều hành cảm thấy anh ấy đã "nắm rõ thực sự về vũ trụ Người Kiến và muốn [đã] thấy anh ấy trở lại để hoàn thành bộ ba phim của mình". Jeff Loveness đã được thuê để viết kịch bản cho bộ phim trong "những ngày đầu của Hollywood đóng cửa" do đại dịch COVID-19, và ông đã bắt đầu viết kịch bản vào tháng 4 năm 2020. Tại thời điểm đó, không còn rõ là khi nào sẽ bắt đầu sản xuất phim do ảnh hưởng của đại dịch đối với tất cả các sản phẩm phim. Vào tháng 8 năm 2020, Peyton xác nhận rằng quá trình phát triển trên phim đang tiếp tục trong thời kỳ đại dịch. Anh ấy nói rằng Evangeline sẽ tiếp tục được trả tiền bình đẳng trong phim cùng với Paul vì cô ấy là "một phần rất, rất quan trọng" trong mối quan hệ đối tác giữa Người Kiến và Chiến binh Ong, mặc dù có tin đồn rằng vai trò của cô ấy sẽ bị giảm sau những bình luận gây tranh cãi về đại dịch. Peyton nói thêm rằng câu chuyện cho bộ phim đã bị "bẻ khóa", mặc dù "chưa có gì [là] chính thức", và nói rằng phần ba sẽ là một "bộ phim lớn hơn, rực rỡ hơn hai phần đầu [với] rất mẫu trực quan khác nhau ".

### Tiền kỳ
Vào tháng 9 năm 2020, Jonathan Majors được giao "vai chính" trong bộ phim, được cho là Kang Kẻ chinh phạt, và vào tháng 11, bộ phim dự kiến sẽ bắt đầu vào năm 2021. Vào tháng 12, Michelle xác nhận sự tham gia của cô và việc quay phim sẽ bắt đầu vào giữa năm 2021. Không lâu sau tại Ngày đầu tư của Disney, Kevin đã tiết lộ tựa phim là Ant-Man and the Wasp: Quantumania, xác nhận sự trở lại của Paul, Evangeline, Michael và Michelle, cùng với Majors trong vai Kang the Conqueror, và tiết lộ rằng Kathryn Newton đã tham gia phim trong vai Cassie Lang. Emma Fuhrmann, người đóng vai nhân vật này khi còn là một thiếu niên trong Avengers: Hồi kết, rất buồn khi thông báo Kathryn sẽ đảm nhận vai diễn này, và hy vọng sẽ được tiếp tục tham gia vào MCU trong tương lai. Cuối tháng đó, Jeff tiết lộ rằng anh ấy đã nộp bản thảo đầu tiên của kịch bản, và nói rằng Marvel đã sử dụng đợt bùng phát đại dịch COVID-19 để "làm một điều gì đó mới mẻ và kỳ lạ" với bộ phim. Michelle và Michael đều xác nhận rằng bộ phim sẽ được phát hành vào năm 2022.

### Quay phim
Vào ngày 4 tháng 2 năm 2021, Bộ trưởng Bộ Văn hóa và Du lịch Thổ Nhĩ Kỳ - Mehmet Ersoy thông báo rằng quá trình quay phim đã bắt đầu ở quốc gia này tại vùng Cappadocia, và việc sản xuất cũng sẽ quay ở các vùng khác của đất nước này. Vào đầu tháng 3, Tip "T.I." Harris đã được tiết lộ rằng anh sẽ không trở lại với vai diễn Dave của anh ấy trong hai bộ phim Người Kiến đầu tiên. Tin tức này được đưa ra sau khi các cáo buộc lạm dụng tình dục chống lại Tip và vợ anh ta là Tameka Cottle phát sinh vào cuối tháng 2, nhưng Variety đưa tin rằng điều này không liên quan và Tip sẽ không bao giờ quay trở lại trong phần tiếp theo. Đến cuối tháng, hoạt động quay phim chính dự kiến sẽ bắt đầu vào ngày 31 tháng 5 năm 2021, với tiêu đề là Dust Bunny. Michelle và Evangeline sẽ bắt đầu quay các cảnh của họ trước đó. Bộ phim sẽ quay ở Atlanta và Luân Đôn, với việc quay phim dự kiến sẽ kéo dài đến ngày 24 tháng 9 năm 2021. Quá trình sản xuất bộ phim bị trì hoãn từ ngày bắt đầu đầu tiên vào tháng 1 năm 2021 do đại dịch COVID-19.

## Phát hành
Người Kiến và Chiến binh Ong: Thế giới Lượng tử được phát hành vào 17 tháng 2 năm 2023, mà Marvel Studios đã đặt trước ngày 7 tháng 10 năm 2022 cho một tựa đề chưa được tiết lộ. Bộ phim là một phần của Giai đoạn 5 của MCU.

## Tương lai
Vào tháng 6 năm 2018, Michael bày tỏ sự quan tâm đến việc đóng một phiên bản trẻ hơn của Hank Pym trong phần tiền truyện của bộ phim Người Kiến, một ý tưởng mà Paul đã đề xuất vào tháng 6 năm 2015.